# Tomahawk (Wisconsin)
 Tomahawk  ist eine Kleinstadt (mit dem Status „City“) im Lincoln County im US-amerikanischen Bundesstaat Wisconsin. Im Jahr 2010 hatte Tomahawk 3397 Einwohner.

## Geografie

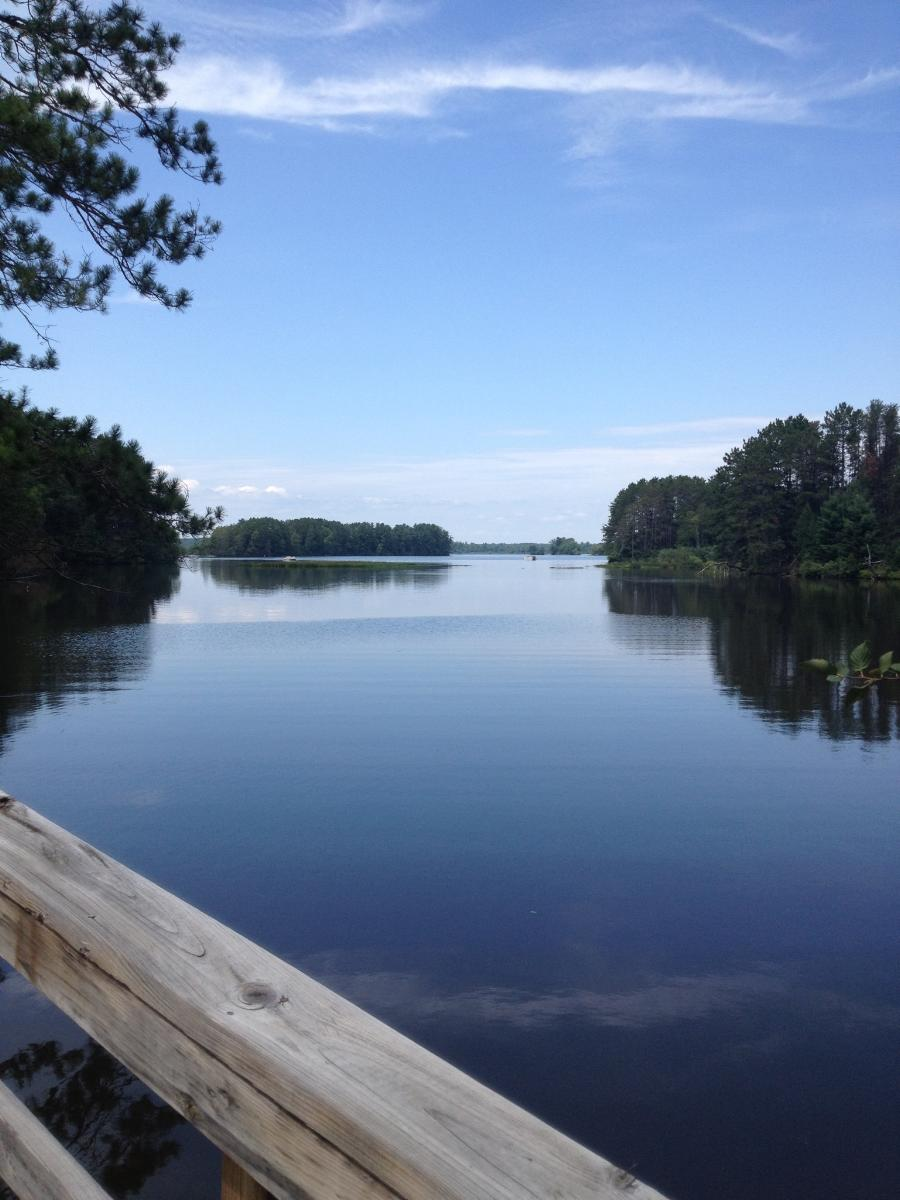
Lake Mohawksin

Tomahawk liegt im mittleren Norden Wisconsins, am zum Lake Mohawksin aufgestauten Wisconsin River, einem linken Nebenfluss des Mississippi. Die geografischen Koordinaten von Tomahawk sind 45°28′16″ nördlicher Breite und 89°43′48″ westlicher Länge. Das Stadtgebiet erstreckt sich über eine Fläche von 24,19 km², die sich auf 20,1 km² Land- und 4,09 km² Wasserfläche verteilen. Die Stadt ist vollständig von der Town of Bradley umgeben, ohne dieser anzugehören.
Nachbarorte von Tomahawk sind Heafford Junction (9,5 km nördlich), Irma (16 km südsüdöstlich) und West Kraft (4,8 km südwestlich).
Die nächstgelegenen größeren Städte sind Green Bay am Michigansee (209 km südöstlich), Appleton (212 km südsüdöstlich), Wisconsins größte Stadt Milwaukee (262 km in der gleichen Richtung), Wausau (64,4 km südlich), Wisconsins Hauptstadt Madison (290 km in der gleichen Richtung), Eau Claire (206 km westsüdwestlich), die Twin Cities in Minnesota (328 km in der gleichen Richtung) und Duluth am Oberen See in Minnesota (300 km nordwestlich).

## Verkehr
Der U.S. Highway 8 verläuft von West nach Ost in wenigen Kilometern Entfernung nördlich an der Stadt vorbei. Der vierspurig ausgebaute U.S. Highway 51 verläuft in Nord-Süd-Richtung entlang des östlichen Stadtrandes von Tomahawk. Der Wisconsin State Highway 86 verläuft nach der in West-Ost-Richtung als Hauptstraße durch die Stadt, bis er am östlichen Stadtrand seinen östlichen Endpunkt mit der Einmündung in den US 51 erreicht. Wisconsin State Highway 107 mündet aus südlicher Richtung kommend an seinem nördlichen Endpunkt in den WIS 86 ein. Alle weiteren Straßen sind untergeordnete Landstraßen, teils unbefestigte Fahrwege sowie innerörtliche Verbindungsstraßen.
Durch Tomahawk verläuft für den Frachtverkehr eine Eisenbahnstrecke der Canadian National Railway (CN).
Mit dem Tomahawk Regional Airport befindet sich 9,4 km westlich ein kleiner Flugplatz. Der nächste regionale Verkehrsflughafen ist der Central Wisconsin Airport bei Wausau (84,1 km südlich).

## Bevölkerung
Nach der Volkszählung im Jahr 2010 lebten in Tomahawk 3397 Menschen in 1480 Haushalten. Die Bevölkerungsdichte betrug 169 Einwohner pro Quadratkilometer. In den 1480 Haushalten lebten statistisch je 2,2 Personen.
Ethnisch betrachtet setzte sich die Bevölkerung zusammen aus 96,8 Prozent Weißen, 0,2 Prozent Afroamerikanern, 0,7 Prozent amerikanischen Ureinwohnern, 0,6 Prozent Asiaten sowie 0,2 Prozent aus anderen ethnischen Gruppen; 1,5 Prozent stammten von zwei oder mehr Ethnien ab. Unabhängig von der ethnischen Zugehörigkeit waren 1,0 Prozent der Bevölkerung spanischer oder lateinamerikanischer Abstammung.
21,5 Prozent der Bevölkerung waren unter 18 Jahre alt, 57,4 Prozent waren zwischen 18 und 64 und 21,1 Prozent waren 65 Jahre oder älter. 52,5 Prozent der Bevölkerung war weiblich.
Das mittlere jährliche Einkommen eines Haushalts lag bei 47.972 USD. Das Pro-Kopf-Einkommen betrug 22.691 USD. 15,2 Prozent der Einwohner lebten unterhalb der Armutsgrenze.

## Persönlichkeiten
- Carl Robert Eklund (1909–1962), Ornithologe und Geograph – geboren in Tomahawk
- Mike Webster (1952–2002), American-Football-Profi – geboren und aufgewachsen in Tomahawk
- Jay Leggett (1963–2013), Komiker, Schauspieler, Regisseur, Drehbuchautor und Filmproduzent – geboren und aufgewachsen in Tomahawk